# Stadtarchiv Coburg

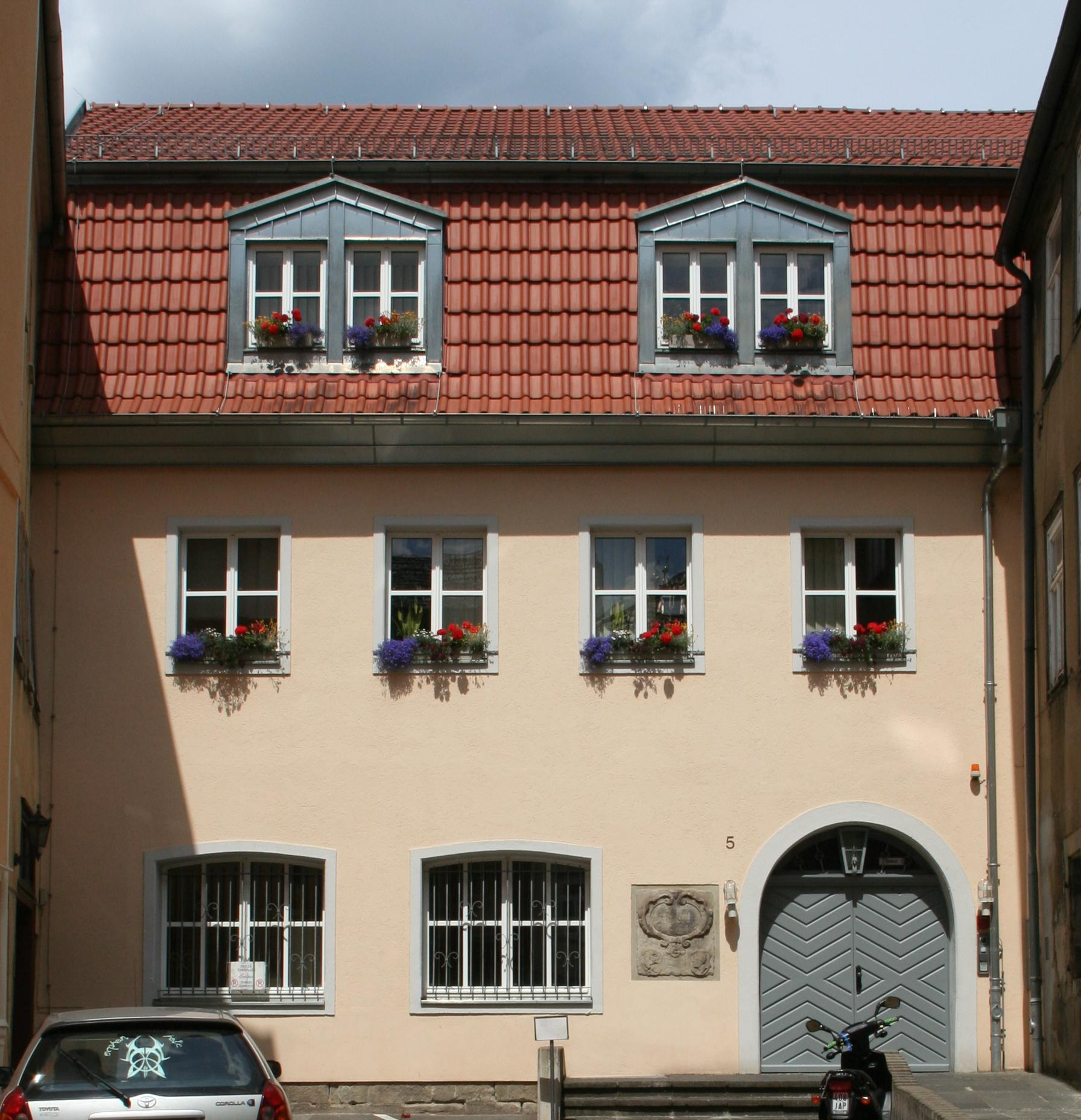
Gebäude Steingasse 5, seit 1998 Sitz des Stadtarchivs Coburg

Das Stadtarchiv in Coburg, einer kreisfreien Stadt im bayerischen Regierungsbezirk Oberfranken, wurde 1969 als eigenständiges Archiv eingerichtet.

## Geschichte
Die Archivalien der Stadt Coburg wurden über Jahrhunderte auf dem Dachboden des Rathauses aufbewahrt.
Ende des 19. Jahrhunderts wurden die Bestände als Depositum in das Haus- und Staatsarchiv Coburg übernommen und dort geordnet und verzeichnet. Im Jahr 1960 wurde ein Archivführer erstellt und am 1. September 1969 übernahm die Stadt Coburg die Eigenverantwortung für ihr Stadtarchiv.
Zunächst befand sich das Stadtarchiv im Palais Edinburgh. Als dort die Räumlichkeiten zu beengt wurden, kam das Archiv in das Gebäude Rosengasse 1. Auch dort waren die Lagerkapazitäten nach einigen Jahren erschöpft, sodass Teilbestände im Gebäude Uferstraße 7 untergebracht wurden.
Im Jahr 1998 bezog das Stadtarchiv Coburg neue Räume in einem Umbau in der Steingasse 5. Da sich dort im 20. Jahrhundert die Druckerei Roßteutscher befand, waren die erforderlichen Deckenlasten von 1000 kg/m² vorhanden. Es wurden durch den Einbau von Rollregalanlagen, einer Lüftungsanlage und vor allem einer Brandmeldeanlage die Bedingungen für eine moderne Archivarbeit geschaffen. Ursprünglich stand dort, hinter dem heute noch vorhandenen Hofraum für Fuhrwerke, die Fässer und Getreide anlieferten, das städtische Brauhaus, das wohl 1666 errichtet wurde. Die links vom Eingang eingebaute Roll- bzw. Knorpelwerkkartusche stammt vom Vorgängerbau. Sie trägt eine 1666 datierte Bauinschrift mit dem Meißner und Coburger Wappen.
Aufgrund von Raumknappheit, mangelhafter Sicherheitsstandards und erneuerungsbedürftiger Gebäudetechnik soll das Stadtarchiv bis etwa 2026 in einen Neubau in der Neustadter Straße 3 umziehen.

## Bestände
- Die Akten decken den Zeitraum vom 18. bis 20. Jahrhundert ab.
- Neben dem ersten Coburger Stadtbuch (1388–1453) geben die Lehenbücher, Ratsprotokolle, Einwohnerverzeichnisse und Flurbücher Einblicke in die Stadtgeschichte ab dem 14. Jahrhundert.
- Urkunden: Die älteste Urkunde wurde am 22. November 1317 ausgestellt und hat die Schenkung des Dorfes Blumenrod an das Coburger Spital zum Inhalt.

## Bibliothek
In der umfangreichen Archivbibliothek Coburgica befindet sich Literatur, die als Quellenergänzung zu den Archivalien dient.